# 페넥스
페넥스(영어: Phenex)는 악마학에서 지옥의 위대한 후작이며, 그의 지휘 하에 20개의 악마 군단을 거느리고 있다. 그는 모든 훌륭한 과학을 가르치고, 훌륭한 시인이며, 마술사에게 매우 순종적이다. 페넥스는 1,200년 후에 천국으로 돌아가기를 희망하지만 그 희망에 속는다.
그는 어린 아이의 목소리로 감미로운 노래를 하는 불사조로 묘사되지만, 마술사는 그의 동료들에게(혼자 있을 필요는 없기 때문에) 그의 말을 듣지 않도록 경고하고 그에게 인간의 형상을 하도록 부탁하는 데, 그것은 시간이 흐른 후에 마귀가 그렇게 한다고 한다.
솔로몬의 작은 열쇠는 페넥스에 대해 다음과 같이 설명하고 있다.
| “ | 페넥스는 아이의 목소리를 가진 새 피닉스처럼 보이는 위대한 후작이다. 그는 마술사 앞에 서기 전에 많은 감미로운 음을 노래한다. 엑소시스트는 멜로디에 귀를 귀울이지 않도록 조심해야 하며 그에게 명령하여 사람의 형상을 하도록 해야 한다. 그러면 그는 모든 놀라운 과학에 대해 말할 것이다. 그는 뛰어난 시인이며 순종적이며, 1,200년 후에 7번째 왕좌로 돌아가기를 희망하며, 20개의 군단을 다스린다. | ” |
|   | — 솔로몬의 작은 열쇠 |   |

다른 철차: Pheynix, Phoenix, Phoeniex.

## 같이 보기
- 피닉스
- 솔로몬의 작은 열쇠